# 최준호
최준호(1992년 3월 17일 ~ )는 대한민국의 배우이다.

## 출연작

### 영화
- 《궁합》 (2018년) - 시경 동료 3 역
- 《권법형사: 차이나타운》 (2015년) - 남학생들 역
- 《위험한 상견례 2》 (2014년) - 감식반 팀원 4 역

### 드라마
- 《내성적인 보스》 (tvN, 2017년) - 화장실 남자 3 역
- 《또! 오해영》 (tvN, 2016년) - 이준 역 - 음향기사[2]
- 《프로듀사》 (KBS2, 2015년) - 예능국 신입PD 역[3][4]

### 광고
- 지산리조트
- 에버랜드 로맨틱일루미네이션